# Kent Hansson
Kent Christer Hansson, född 3 april 1948 i Malmö, är en svensk journalist, krönikör och tidigare sportchef på Kvällsposten. Han är bosatt i Höllviken i Vellinge kommun.
Efter att ha börjat sin yrkesbana som banktjänsteman övergick Hansson år 1973 till tidningsbranschen och Skånska Dagbladet. Han blev sportjournalist på Kvällsposten 1981 och senare sportchef på samma tidning. Åren 1990–1995 var Kvällsposten sammanslagen med Göteborgs-Tidningen och hette iDag. År 1992 tilldelades han ett stipendium av Svenska Sportjournalistförbundet och Tipstjänst. När Hansson skrev en kritisk artikel om Ludmila Engquist sommaren 1996 bojkottade hon Kvällsposten.
I sina krönikor har Hansson, likt Ulf Nilson på Expressen, varit frispråkig och ofta icke politiskt korrekt och kritiserat bland annat invandringspolitiken och brottsligheten i Sverige, framför allt i skånska städer som Malmö och Landskrona.
Kent Hansson gick i pension från sin tjänst som sportchef på Kvällsposten 2013. Efter det har han varit verksam som frilansjournalist, kampsportskrönikör och bloggare.